# Władysław Bukowiński
Władysław Bukowiński (in russo Владисла́в Киприянович Букови́нский?, Vladislav Kiprijanovič Bukovinskij; Berdyčiv, 22 dicembre 1904 – Karaganda, 3 dicembre 1974) è stato un presbitero polacco, vittima della persecuzione dei cristiani in URSS, prigioniero di gulag. È venerato come beato dalla Chiesa cattolica.

## Biografia
Nacque nella famiglia di un agronomo; frequentò il ginnasio russo di Kiev. Nel 1920 la famiglia si trasferisce in Polonia. Nel 1921 si iscrive alla facoltà di diritto dell'Università Jagellonica e, dopo la laurea, nel 1926 entra al seminario diocesano di Cracovia. Nel 1931 è ordinato sacerdote dal cardinale Adam Stefan Sapieha. Nel 1939 fu nominato parroco della cattedrale di Luc'k. Viene arrestato dall'NKVD, sfugge alla fucilazione di massa dei prigionieri da parte dei sovietici al sopraggiungere dell'esercito tedesco. Nel 1945 viene arrestato dagli agenti sovietici, tornati a dominare in quelle regioni. Venne trasferito al gulag di Čeljabinsk negli Urali. Nel 1950 si trova nel lager di Jezkazgan, nella regione di Karaganda. Dal 1951 al 1954 si trova nello Steplag, un lager nelle steppe della Repubblica Socialista Sovietica Kazaka. Liberato in seguito a un'amnistia dovuta alla morte di Stalin, è mandato al confino a Karaganda. Qui trova altri sacerdoti usciti dal lager tra i quali il vescovo clandestino Alexander Chira. Prende cura pastorale dei fedeli cattolici in tutta l'Asia centrale. Nel 1959 è nuovamente arrestato condannato a 3 anni di prigionia. 
È stato beatificato l'11 settembre 2016 a Karaganda.